# Hasan Balyuzi
Hasan Muvaqqar Balyuzi (* 7. September 1908 in Schiraz, Iran; † 12. Februar 1980 London, Vereinigtes Königreich) war ein iranischer Bahai-Gelehrter und wurde 1957 von Shoghi Effendi zu einer der Hände der Sache Gottes ernannt.

## Leben
Balyuzi war sowohl väterlicher- als auch mütterlicherseits ein Nachfahre der Familie des Bab und lebte in Buschehr am Persischen Golf, in Mumbai und in Pune. Er wuchs zwar in einer Bahai-Familie auf, war zunächst aber nicht vom Bahai-Glauben überzeugt.
1925 besuchte Balyuzi seinen Cousin Shoghi Effendi in Haifa, um dort auf dem Weg nach Beirut zu übernachten. Obwohl damals Dr. John Esslemont gerade im Sterben lag, konnte sich Shoghi Effendi die Zeit nehmen, die Fragen von Balyuzi zu beantworten. Dieses Zusammentreffen verwandelte ihn so stark, dass er für den Rest seines Lebens den Bahai-Glauben von ganzem Herzen unterstützte.
Nach einem Vorbereitungsjahr an der Amerikanischen Universität Beirut studierte er dort zunächst Chemie und wechselte dann zu einem Studium der Diplomatischen Geschichte. Nachdem er 1932 sein Examen abgelegt hatte, verließ er Beirut und ging nach Großbritannien, um ein Postgraduales Studium der Diplomatischen Geschichte an der London School of Economics and Political Science zu beginnen. 1935 erhielt er den Abschluss M.Sc. (Econ.).
Er arbeitete an der Persischen Abteilung der British Broadcasting Corporation. Teil der Arbeit war es, englische Literatur ins Persische zu übersetzen. Er schrieb drei Werke auf Persisch, die im Iran veröffentlicht wurden: „Die Geschichte der drei Schwestern“ (Geschwister Brontë), eine Sammlung von Kurzgeschichten mit dem Titel „Stiefbruder“ und ein Verzeichnis von über 700 englischen Wörtern persischer Herkunft.
1941 heiratete er Mary Brown, mit der er fünf Söhne hatte.
1933 wurde Balyuzi als Mitglied des Nationalen Geistigen Rates von Großbritannien gewählt. Er wurde in den nächsten 27 Jahren jeweils wiedergewählt und diente davon 17 Jahre als Vorsitzender. Zur gleichen Zeit war er Mitglied des Örtlichen Geistigen Rates von London und in zahlreichen Ausschüssen. Shoghi Effendi ernannte ihn am 11. Oktober 1957 zu einer Hand der Sache. Wenig später, am 4. November, starb Shoghi Effendi, und Balyuzi wurde eine der neun Hände der Sache im Heiligen Land, welche die Bahai-Weltgemeinschaft leiteten. In diesem Gremium, das bis zur Wahl des ersten Universalen Hauses der Gerechtigkeit im Jahre 1963 arbeitete, blieb er bis 1959 und wurde dann durch eine andere Hand der Sache ersetzt. In den folgenden Jahren unternahm er viele Reisen, die ihn unter anderem nach Deutschland, Dänemark, die Niederlande, Ecuador, Peru, weitere südamerikanische Länder und nach Kanada führten.
In den letzten Jahren seines Lebens konnte er aus gesundheitlichen Gründen nicht mehr reisen. So widmete er seine ganze Zeit und Kraft dem Verfassen von Büchern über Bahai-Themen. Hierunter waren Biografien über Abdu’l Baha, den Bab, die Frau des Bab, Baha’u’llah, hervorragende Anhänger Baha’u’llahs und über das Verhältnis des Orientalisten Edward Granville Browne zum Bahai-Glauben. Die Biografie über den Bab war das erste Buch über den Bahai-Glauben, in dem extensiv offizielle Dokumente aus Regierungsarchiven zitiert wurden. Einige dieser Werke wurden auch ins Deutsche und ins Persische übersetzt. Er starb 1980 und wurde auf dem Nordfriedhof von New Southgate unweit des Grabes von Shoghi Effendi beigesetzt.

## Werke
- Hasan Balyuzi: Baha’u’llah. Bahai Publishing Trust, London 1938.
- Hasan Balyuzi: A Guide to the Administrative Order. Bahai Publishing Trust, London 1941.
- Hasan Balyuzi: Baha’u’llah, Word Made Flesh. Hrsg.: George Ronald. London 1963, ISBN 0-85398-014-4.
- Hasan Balyuzi: Edward Granville Browne and the Bahai Faith. Hrsg.: George Ronald. London 1970, ISBN 0-85398-496-4.
- Hasan Balyuzi: Abdu’l Baha: The Center of the Covenant of Baha’u’llah. Hrsg.: George Ronald. London 1971, ISBN 0-85398-043-8.
- Hasan Balyuzi: The Bab: The Herald of the Day of Days. Hrsg.: George Ronald. Oxford 1973, ISBN 0-85398-054-3.
- Hasan Balyuzi: Muhammad and the Course of Islam. Hrsg.: George Ronald. Oxford 1976, ISBN 0-85398-478-6.
- Hasan Balyuzi: Bahá’u’lláh: The King of Glory. Hrsg.: George Ronald. Oxford 1980, ISBN 0-85398-328-3.
- Hasan Balyuzi: Bahá’u’lláh Shams-i-Haqiqat. Hrsg.: George Ronald. 1989, ISBN 0-85398-320-8.
- Hasan Balyuzi: Khadijih Bagum, the Wife of the Bab. Hrsg.: George Ronald. Oxford 1981, ISBN 0-85398-101-9.
- Hasan Balyuzi: Abdu’l Baha: Der Mittelpunkt des Bündnisses Baha’u’llahs (Band 1). Bahai-Verlag, Hofheim-Langenhain 1983, ISBN 3-87037-140-4.
- Hasan Balyuzi: Abdu’l Baha: Der Mittelpunkt des Bündnisses Baha’u’llahs (Band 2). Bahai-Verlag, Hofheim-Langenhain 1984, ISBN 3-87037-151-X.
- Hasan Balyuzi: Eminent Bahais in the Time of Bahá’u’lláh. Hrsg.: George Ronald. Oxford 1985, ISBN 0-85398-151-5.
- Hasan Balyuzi: Bahá’u’lláh: der Herr der Herrlichkeit. Bahai-Verlag, Hofheim-Langenhain 1991, ISBN 3-87037-262-1.
- Hasan Balyuzi: Nabaradari. Chapkhanih Taban. Teheran 1951.
- Hasan Balyuzi: Tundbad Havadith, Chapkhaih Farus. Teheran 1953.
- Hasan Balyuzi: Vazhih-hay-i-Farsi dar Zaban Ingilisi, Chapkhanih Farus. Teheran.